# Carlos Fernández Mariño
Carlos Fernández Mariño es un fisicoculturista profesional español nacido en el municipio gallego de Monforte de Lemos. En el 2009, compitió en el Campeonato Mundial de Fisicoculturismo celebrado en La Haya (Holanda), y se clasificó entre los mejores fisicoculturistas del mundo, al obtener el quinto puesto en su categoría.

## Distinciones
- Campeonato de Principiantes Norte de España (Campeón, 2007)
- Campeonato Absoluto Norte de España AEFF (Campeón, 2007)
- Campeonato del Norte de España en la categoría de 70 a 75 kg (Subcampeón, 2007)
- Campeonato IFBB en la categoría de 70 a 75 kilos (Subcampeón, 2007)
- Open Absoluto en la categoría de 70 a 75 kg (Campeón, 2007)
- Campeonato de España de 75 a 80 kilos (5º, 2008)
- Open Abierto Iron Baby (7º, 2008)
- Torneo Nacional de Olimpia (Subcampeón, 2009)
- Open Absoluto (3º, 2009)
- Campeonato de España de Culturismo (4º, 2009)
- Campeonato Mundial de Fisicoculturismo (5º, 2009)